# Felicity Galvez
Felicity Galvez OAM (* 4. März 1985 in Melbourne) ist eine australische Schwimmerin, die derzeit in einem Vorort von Canberra lebt.

## Werdegang
Sie schwimmt für den Sydney Olympic Park Aquatic Centre Swim Club, wo sie von ihrem Trainer John Fowlie unterstützt wird.
Ihre Konzentration liegt auf den 50-m- und 100-m-Schmetterlingstrecken. Galvez stellte auch bei der Kurzbahnweltmeisterschaft 2008 über die 50 m einen neuen Weltrekord auf.
Bei diesen Wettkämpfen konnte sie sich generell entscheidend in Szene setzen, da sie als zweifache Weltmeisterin und zweifache Vize-Weltmeisterin wieder die Heimreise antrat.
Bei den australischen Olympiatrials für die Olympischen Sommerspiele 2008 hatte sie über ihre Paradestrecke, den 100 m Schmetterling, gegenüber Jessicah Schipper und Lisbeth Trickett das Nachsehen. Doch wurde sie als Teil der 4 × 100-m- und der 4 × 200-m-Freistilstaffel nominiert. Galvez nahm bereits bei den Olympischen Sommerspielen 2004 in Athen teil und wurde über die 200-m-Schmetterlingdistanz Sechste.
Für ihre Verdienste um den Sport als Goldmedaillengewinner bei den Olympischen Spielen 2008 in Peking wurde sie 2009 mit der Medaille des Order of Australia ausgezeichnet.

## Rekorde
| Commonwealth-Games-Rekorde (1) | Commonwealth-Games-Rekorde (1) | Commonwealth-Games-Rekorde (1) | Commonwealth-Games-Rekorde (1) |
| ------------------------------ | ------------------------------ | ------------------------------ | ------------------------------ |
| 50 m Schmetterling (Kurzbahn)  | 00:25,32 min                   | 11. April 2008                 | Manchester                     |
| (Stand: 16. November 2008)     |                                |                                |                                |